# Bar-lès-Buzancy
Bar-lès-Buzancy település Franciaországban, Ardennes megyében. Lakosainak száma 120 fő (2022. január 1.). Bar-lès-Buzancy Buzancy, Fossé, Harricourt, Saint-Pierremont és Vaux-en-Dieulet községekkel határos.

## Népesség
A település népességének változása:
| Lakosok száma | 137  | 126  | 121  | 109  | 123  | 128  | 125  | 128  | 129  | 120  |
|               | 1968 | 1982 | 1990 | 2006 | 2013 | 2015 | 2017 | 2019 | 2020 | 2022 |